# Wolf King
Wolf King (prt: O Rei-Lobo; bra: Rei Lobo) é uma série de animação de fantasia épica e aventura baseada nos livros Wereworld de Curtis Jobling. Produzida pela Lime Pictures, a série foi lançada e distribuida para o serviço de streaming Netflix em 20 de março de 2025.

## Premissa
Em uma terra outrora subjugada pelos senhores dos lobisomens, Drew Ferran, de dezesseis anos, percebe que é o último membro de uma longa linhagem ancestral de lobisomens. Ele deve confrontar e derrubar o governo tirânico dos Leões e retomar o trono como o legítimo rei lobo.

## Elenco de Voz Original
- Ceallach Spellman como Drew Ferran
- Louis Landau como Trent Ferran
- David Yip como Hamwell e Huth
- Kim Adis como Erin
- Peter Serafinowicz como Mack Ferran e Manfred
- Kate Fleetwood como Tilly Ferran e Amelie
- Nina Barker Francis como Whitley
- Kobna Holdbrook Smith como Mestre Hogan
- Paterson Joseph como Duque Bergan
- Georgia Lock como Gretchen
- Chris Lew Kum Hoi como Heitor
- Tom Rhys Harries como Lucas
- Colin Ryan como Vincent
- David Dawson como Vega
- Ralph Ineson como Leopoldo
- Rasmus Hardiker como Mikkel
- Rob Rackstraw como Vankaskan e Vanmorten
- Samuel Anderson como Broghan

## Episódios
| N.º | Título                 | Dirigido por | Escrito por                | Exibição original   |
| --- | ---------------------- | ------------ | -------------------------- | ------------------- |
| 1   | "Origem do Lobo"       | Tom Brass    | Curtis Jobling Tim Compton | 20 de março de 2025 |
| 2   | "Brackenholme"         | Tom Brass    | Curtis Jobling             | 20 de março de 2025 |
| 3   | "Enjaulado"            | Tom Brass    | Curtis Jobling             | 20 de março de 2025 |
| 4   | "O Bosquevorme"        | Tom Brass    | Curtis Jobling             | 20 de março de 2025 |
| 5   | "A volta à Miscelânea" | Tom Brass    | Julie Bower                | 20 de março de 2025 |
| 6   | "O Sorvedouro"         | Tom Brass    | Andrew Burrell             | 20 de março de 2025 |
| 7   | "Acorrentado"          | Tom Brass    | Celia Morgan Tim Compton   | 20 de março de 2025 |
| 8   | "A Queda do Leão"      | Tom Brass    | Curtis Jobling             | 20 de março de 2025 |

## Produção
A série foi anunciada pela primeira vez no início de junho de 2022, inicialmente com o mesmo título do material de origem. Em junho de 2024, durante a apresentação inicial do Next On Netfix: Animation da Netflix, o título oficial Wolf King foi revelado com uma janela de lançamento em 2025 e que Tom Brass seria o diretor. O autor e criador de Wereworld, Curtis Jobling, será o produtor, ao lado de Angelo Abela, Tim Compton e Barry Quinn.  A Jellyfish Pictures em Londres e a Assemblage Entertainment em Mumbai animaram a série.

## Lançamento
Wolf King foi lançado em março de 2025 na Netflix. Em setembro de 2024, um teaser de anúncio foi revelado durante o evento virtual Geeked Week. Em fevereiro de 2025, um trailer completo foi lançado, juntamente com a data de estreia em 20 de março.